# 黑色棉花田
黑色棉花田（Roll of Thunder, Hear My Cry）的作者是密爾德瑞·泰勒，該書講述一位名叫凱西（Cassie）的黑人小女孩家庭生活，泰勒藉由凱西的視角述說在1930年代背景下，密西西比州非裔美國人與白人間的衝突及抗爭，書中內容涉及吉姆·克勞法、种族隔离、黑人土地所有權、佃農、大萧条和私刑等深層的社會議題。黑色棉花田得過1977年的紐伯瑞兒童文學獎。